# Liste der Mitglieder des australischen Repräsentantenhauses (1996–1998)
Dies ist die Liste der Abgeordneten des australischen Repräsentantenhauses zwischen 1996 und 1998.
Insgesamt wurden 148 Mitglieder bei den Parlamentswahlen 1996 für das Unterhaus gewählt.
Die nationalliberale Koalition aus der Nationalen Partei Australiens, der Liberal Party of Australia
und der Country Liberal Party bildeten mit 94 Sitzen die Mehrheit und
lösten somit die Labor-Regierung ab.
| Mitglied           | Partei                                 | Wahlkreis          | Bundesstaat bzw. Territorium | Amtszeiten                 |
| ------------------ | -------------------------------------- | ------------------ | ---------------------------- | -------------------------- |
| Tony Abbott        | Liberal Party of Australia             | Warringah          | New South Wales              | 1994–                      |
| Dick Adams         | Australian Labor Party                 | Lyons              | Tasmanien                    | 1993–                      |
| Anthony Albanese   | Australian Labor Party                 | Grayndler          | New South Wales              | 1996–                      |
| John Anderson      | Nationale Partei Australiens           | Gwydir             | New South Wales              | 1989–2007                  |
| Peter Andren       | parteilos                              | Calare             | New South Wales              | 1996–2007                  |
| Neil Andrew        | Liberal Party of Australia             | Wakefield          | South Australia              | 1983–2004                  |
| Kevin Andrews      | Liberal Party of Australia             | Menzies            | Victoria                     | 1991–                      |
| Larry Anthony      | Nationale Partei Australiens           | Richmond           | New South Wales              | 1996–2004                  |
| Fran Bailey        | Liberal Party of Australia             | McEwen             | Victoria                     | 1990–1993, 1996–2010       |
| Bob Baldwin        | Liberal Party of Australia             | Paterson           | New South Wales              | 1996–                      |
| Peter Baldwin      | Australian Labor Party                 | Sydney             | New South Wales              | 1983–1998                  |
| Phil Barresi       | Liberal Party of Australia             | Deakin             | Victoria                     | 1996–2007                  |
| Kerry Bartlett     | Liberal Party of Australia             | Macquarie          | New South Wales              | 1996–2007                  |
| Kim Beazley        | Australian Labor Party                 | Brand              | Western Australia            | 1980–2007                  |
| David Beddall      | Australian Labor Party                 | Rankin             | Queensland                   | 1983–1998                  |
| Arch Bevis         | Australian Labor Party                 | Brisbane           | Queensland                   | 1990–2010                  |
| Bruce Billson      | Liberal Party of Australia             | Dunkley            | Victoria                     | 1996–                      |
| Bronwyn Bishop     | Liberal Party of Australia             | Mackellar          | New South Wales              | 1994–                      |
| John Bradford 5    | Liberal Party of Australia/CDP         | McPherson          | Queensland                   | 1990–1998                  |
| Laurie Brereton    | Australian Labor Party                 | Kingsford Smith    | New South Wales              | 1990–2004                  |
| Russell Broadbent  | Liberal Party of Australia             | McMillan           | Victoria                     | 1990–1993, 1996–1998 2004– |
| Mal Brough         | Liberal Party of Australia             | Longman            | Queensland                   | 1996–2007                  |
| Bob Brown          | Australian Labor Party                 | Charlton           | New South Wales              | 1980–1998                  |
| Alan Cadman        | Liberal Party of Australia             | Mitchell           | New South Wales              | 1974–2007                  |
| Eoin Cameron       | Liberal Party of Australia             | Stirling           | Western Australia            | 1993–1998                  |
| Ross Cameron       | Liberal Party of Australia             | Parramatta         | New South Wales              | 1996–2004                  |
| Graeme Campbell    | parteilos                              | Kalgoorlie         | Western Australia            | 1980–1998                  |
| Ian Causley        | Nationale Partei Australiens           | Page               | New South Wales              | 1996–2007                  |
| Bob Charles        | Liberal Party of Australia             | La Trobe           | Victoria                     | 1990–2004                  |
| Michael Cobb       | Nationale Partei Australiens           | Parkes             | New South Wales              | 1984–1998                  |
| Peter Costello     | Liberal Party of Australia             | Higgins            | Victoria                     | 1990–2009                  |
| Simon Crean        | Australian Labor Party                 | Hotham             | Victoria                     | 1990–                      |
| Janice Crosio      | Australian Labor Party                 | Prospect           | New South Wales              | 1990–2004                  |
| Steve Dargavel 3   | Australian Labor Party                 | Fraser             | Australian Capital Territory | 1997–1998                  |
| Nick Dondas        | Country Liberal Party                  | Northern Territory | Northern Territory           | 1996–1998                  |
| Alexander Downer   | Liberal Party of Australia             | Mayo               | South Australia              | 1984–2008                  |
| Trish Draper       | Liberal Party of Australia             | Makin              | South Australia              | 1996–2007                  |
| Annette Ellis      | Australian Labor Party                 | Namadgi            | Australian Capital Territory | 1996–2010                  |
| Kay Elson          | Liberal Party of Australia             | Forde              | Queensland                   | 1996–2007                  |
| Warren Entsch      | Liberal Party of Australia             | Leichhardt         | Queensland                   | 1996–2007, 2010–           |
| Gareth Evans       | Australian Labor Party                 | Holt               | Victoria                     | 1996–1999                  |
| Martyn Evans       | Australian Labor Party                 | Bonython           | South Australia              | 1994–2004                  |
| Richard Evans      | Liberal Party of Australia             | Cowan              | Western Australia            | 1993–1998                  |
| John Fahey         | Liberal Party of Australia             | Macarthur          | New South Wales              | 1996–2001                  |
| Laurie Ferguson    | Australian Labor Party                 | Reid               | New South Wales              | 1990–                      |
| Martin Ferguson    | Australian Labor Party                 | Batman             | Victoria                     | 1996–                      |
| Paul Filing        | parteilos                              | Moore              | Western Australia            | 1990–1998                  |
| Tim Fischer        | Nationale Partei Australiens           | Farrer             | New South Wales              | 1984–2001                  |
| Joel Fitzgibbon    | Australian Labor Party                 | Hunter             | New South Wales              | 1996–                      |
| John Forrest       | Nationale Partei Australiens           | Mallee             | Victoria                     | 1993–                      |
| Christine Gallus   | Liberal Party of Australia             | Hindmarsh          | South Australia              | 1990–2004                  |
| Teresa Gambaro     | Liberal Party of Australia             | Petrie             | Queensland                   | 1996–2007, 2010–           |
| Joanna Gash        | Liberal Party of Australia             | Gilmore            | New South Wales              | 1996–                      |
| Petro Georgiou     | Liberal Party of Australia             | Kooyong            | Victoria                     | 1994–2010                  |
| Ted Grace          | Australian Labor Party                 | Fowler             | New South Wales              | 1984–1998                  |
| Elizabeth Grace    | Liberal Party of Australia             | Lilley             | Queensland                   | 1996–1998                  |
| Alan Griffin       | Australian Labor Party                 | Bruce              | Victoria                     | 1993–                      |
| Bob Halverson      | Liberal Party of Australia             | Casey              | Victoria                     | 1984–1998                  |
| Pauline Hanson 4   | parteilos/ONP                          | Oxley              | Queensland                   | 1996–1998                  |
| Gary Hardgrave     | Liberal Party of Australia             | Moreton            | Queensland                   | 1996–2007                  |
| Michael Hatton 1   | Australian Labor Party                 | Blaxland           | New South Wales              | 1996–2007                  |
| David Hawker       | Liberal Party of Australia             | Wannon             | Victoria                     | 1983–2010                  |
| Noel Hicks         | Nationale Partei Australiens           | Riverina           | New South Wales              | 1980–1998                  |
| Joe Hockey         | Liberal Party of Australia             | North Sydney       | New South Wales              | 1996–                      |
| Clyde Holding      | Australian Labor Party                 | Melbourne Ports    | Victoria                     | 1977–1998                  |
| Colin Hollis       | Australian Labor Party                 | Throsby            | New South Wales              | 1984–2001                  |
| John Howard        | Liberal Party of Australia             | Bennelong          | New South Wales              | 1974–2007                  |
| Susan Jeanes       | Liberal Party of Australia             | Kingston           | South Australia              | 1996–1998                  |
| Harry Jenkins      | Australian Labor Party                 | Scullin            | Victoria                     | 1986–                      |
| Ricky Johnston     | Liberal Party of Australia             | Canning            | Western Australia            | 1996–1998                  |
| Barry Jones        | Australian Labor Party                 | Lalor              | Victoria                     | 1977–1998                  |
| David Jull         | Liberal Party of Australia             | Fadden             | Queensland                   | 1975–1983, 1984–2007       |
| Bob Katter         | Nationale Partei Australiens           | Kennedy            | Queensland                   | 1993–                      |
| Paul Keating 1     | Australian Labor Party                 | Blaxland           | New South Wales              | 1969–1996                  |
| De-Anne Kelly      | Nationale Partei Australiens           | Dawson             | Queensland                   | 1996–2007                  |
| Jackie Kelly 2     | Liberal Party of Australia             | Lindsay            | New South Wales              | 1996–2007                  |
| David Kemp         | Liberal Party of Australia             | Goldstein          | Victoria                     | 1990–2004                  |
| Duncan Kerr        | Australian Labor Party                 | Denison            | Tasmanien                    | 1987–2010                  |
| John Langmore 3    | Australian Labor Party                 | Fraser             | Australian Capital Territory | 1984–1997                  |
| Mark Latham        | Australian Labor Party                 | Werriwa            | New South Wales              | 1994–2005                  |
| Carmen Lawrence    | Australian Labor Party                 | Fremantle          | Western Australia            | 1994–2007                  |
| Michael Lee        | Australian Labor Party                 | Dobell             | New South Wales              | 1984–2001                  |
| Lou Lieberman      | Liberal Party of Australia             | Indi               | Victoria                     | 1993–2001                  |
| Peter Lindsay      | Liberal Party of Australia             | Herbert            | Queensland                   | 1996–2010                  |
| Jim Lloyd          | Liberal Party of Australia             | Robertson          | New South Wales              | 1996–2007                  |
| Stewart McArthur   | Liberal Party of Australia             | Corangamite        | Victoria                     | 1984–2007                  |
| Robert McClelland  | Australian Labor Party                 | Barton             | New South Wales              | 1996–                      |
| Graeme McDougall   | Liberal Party of Australia             | Griffith           | New South Wales              | 1996–1998                  |
| Peter McGauran     | Nationale Partei Australiens           | Gippsland          | Victoria                     | 1983–2008                  |
| Ian McLachlan      | Liberal Party of Australia             | Barker             | South Australia              | 1990–1998                  |
| Leo McLeay         | Australian Labor Party                 | Watson             | New South Wales              | 1979–2004                  |
| Bob McMullan       | Australian Labor Party                 | Canberra           | Australian Capital Territory | 1996–2010                  |
| Jenny Macklin      | Australian Labor Party                 | Jagajaga           | Victoria                     | 1996–                      |
| Paul Marek         | Nationale Partei Australiens           | Capricornia        | Queensland                   | 1996–1998                  |
| Stephen Martin     | Australian Labor Party                 | Cunningham         | New South Wales              | 1984–2002                  |
| Daryl Melham       | Australian Labor Party                 | Banks              | New South Wales              | 1990–                      |
| Chris Miles        | Liberal Party of Australia             | Braddon            | Tasmanien                    | 1984–1998                  |
| John Moore         | Liberal Party of Australia             | Ryan               | Queensland                   | 1975–2001                  |
| Allan Morris       | Australian Labor Party                 | Newcastle          | New South Wales              | 1983–2001                  |
| Peter Morris       | Australian Labor Party                 | Shortland          | New South Wales              | 1972–1998                  |
| Frank Mossfield    | Australian Labor Party                 | Greenway           | New South Wales              | 1996–2004                  |
| Judi Moylan        | Liberal Party of Australia             | Pearce             | Western Australia            | 1993–                      |
| Stephen Mutch      | Liberal Party of Australia             | Cook               | New South Wales              | 1996–1998                  |
| Gary Nairn         | Liberal Party of Australia             | Eden-Monaro        | New South Wales              | 1996–2007                  |
| Garry Nehl         | Nationale Partei Australiens           | Cowper             | New South Wales              | 1984–2001                  |
| Brendan Nelson     | Liberal Party of Australia             | Bradfield          | New South Wales              | 1996–2009                  |
| Paul Neville       | Nationale Partei Australiens           | Hinkler            | Queensland                   | 1993–                      |
| Peter Nugent       | Liberal Party of Australia             | Aston              | Victoria                     | 1990–2001                  |
| Gavan O’Connor     | Australian Labor Party                 | Corio              | Victoria                     | 1993–2007                  |
| Neil O’Keefe       | Australian Labor Party                 | Burke              | Victoria                     | 1984–2001                  |
| Roger Price        | Australian Labor Party                 | Chifley            | New South Wales              | 1984–2010                  |
| Geoff Prosser      | Liberal Party of Australia             | Forrest            | Western Australia            | 1987–2007                  |
| Christopher Pyne   | Liberal Party of Australia             | Sturt              | South Australia              | 1993–                      |
| Harry Quick        | Australian Labor Party                 | Franklin           | Tasmanien                    | 1993–2007                  |
| Don Randall        | Liberal Party of Australia             | Swan               | Western Australia            | 1996–1998, 2001–           |
| Bruce Reid         | Liberal Party of Australia             | Bendigo            | Victoria                     | 1990–1998                  |
| Peter Reith        | Liberal Party of Australia             | Flinders           | Victoria                     | 1982–1983, 1984–2001       |
| Allan Rocher       | parteilos                              | Curtin             | Western Australia            | 1981–1998                  |
| Michael Ronaldson  | Liberal Party of Australia             | Ballarat           | Victoria                     | 1990–2001                  |
| Philip Ruddock     | Liberal Party of Australia             | Berowra            | New South Wales              | 1973–                      |
| Rod Sawford        | Australian Labor Party                 | Port Adelaide      | South Australia              | 1988–2007                  |
| Bruce Scott        | Nationale Partei Australiens           | Maranoa            | Queensland                   | 1990–                      |
| Bob Sercombe       | Australian Labor Party                 | Maribyrnong        | Victoria                     | 1996–2007                  |
| John Sharp         | Nationale Partei Australiens           | Hume               | New South Wales              | 1984–1998                  |
| Ian Sinclair       | Nationale Partei Australiens           | New England        | New South Wales              | 1963–1998                  |
| Peter Slipper      | Liberal Party of Australia             | Fisher             | Queensland                   | 1984–1987, 1993–           |
| Tony Smith         | Liberal Party of Australia/parteilos 7 | Dickson            | Queensland                   | 1996–1998                  |
| Stephen Smith      | Australian Labor Party                 | Perth              | Western Australia            | 1993–                      |
| Warwick Smith      | Liberal Party of Australia             | Bass               | Tasmanien                    | 1984–1993, 1996–1998       |
| Alex Somlyay       | Liberal Party of Australia             | Fairfax            | Queensland                   | 1990–                      |
| Andrew Southcott   | Liberal Party of Australia             | Boothby            | South Australia              | 1996–                      |
| Sharman Stone      | Liberal Party of Australia             | Murray             | Victoria                     | 1996–                      |
| Kathy Sullivan     | Liberal Party of Australia             | Moncrieff          | Queensland                   | 1984–2001                  |
| Lindsay Tanner     | Australian Labor Party                 | Melbourne          | Victoria                     | 1993–2010                  |
| Bill Taylor        | Liberal Party of Australia             | Groom              | Queensland                   | 1988–1998                  |
| Andrew Theophanous | Australian Labor Party                 | Calwell            | Victoria                     | 1980–2001                  |
| Andrew Thomson     | Liberal Party of Australia             | Wentworth          | New South Wales              | 1995–2001                  |
| Kelvin Thomson     | Australian Labor Party                 | Wills              | Victoria                     | 1996–                      |
| Warren Truss       | Nationale Partei Australiens           | Wide Bay           | Queensland                   | 1990–                      |
| Wilson Tuckey      | Liberal Party of Australia             | O’Connor           | Western Australia            | 1980–2010                  |
| Mark Vaile         | Nationale Partei Australiens           | Lyne               | New South Wales              | 1993–2008                  |
| Danna Vale         | Liberal Party of Australia             | Hughes             | New South Wales              | 1996–2010                  |
| Barry Wakelin      | Liberal Party of Australia             | Grey               | South Australia              | 1993–2007                  |
| Andrea West        | Liberal Party of Australia             | Bowman             | Queensland                   | 1996–1998                  |
| Daryl Williams     | Liberal Party of Australia             | Tangney            | Western Australia            | 1993–2004                  |
| Ralph Willis       | Australian Labor Party                 | Gellibrand         | Victoria                     | 1972–1998                  |
| Greg Wilton        | Australian Labor Party                 | Isaacs             | Victoria                     | 1996–2000                  |
| Michael Wooldridge | Liberal Party of Australia             | Casey              | Victoria                     | 1987–2001                  |
| Trish Worth        | Liberal Party of Australia             | Adelaide           | South Australia              | 1996–2004                  |
| Paul Zammit        | Liberal Party of Australia/parteilos 6 | Lowe               | New South Wales              | 1996–1998                  |

1 Paul Keating (Australian Labor Party) trat am 23. April 1996, nachdem er die Wahl und somit seine Position als Premierminister verloren hatte, ab und verließ das Parlament.  Die dadurch resultierende Nachwahl am 15. Juni 1996 in Blaxland gewann Michael Hatton (Australian Labor Party).
2 Die Wahl von Jackie Kelly wurde vom High Court of Australia für ungültig erklärt. Sie wurde bei der Nachwahl am 19. Oktober 1996 in Lindsay aber wiedergewählt.
3 John Langmore (Australian Labor Party) trat am 6. Dezember 1996 zurück. Die dadurch resultierende Nachwahl am 1. Februar 1997 in Fraser gewann Steve Dargavel (Australian Labor Party).
4 Pauline Hanson wurde als Mitglied der Liberal Party of Australia ins Parlament gewählt. Nachdem sie aus dieser wegen rassistischer Äußerungen ausgeschlossen wurde, saß sie als parteilose im Parlament. Während ihrer Amtszeit gründete sie die Partei One Nation.
5 John Bradford trat am 7. April 1998 aus der Liberal Party of Australia aus und schloss sich der Christian Democratic Party als alleiniger Vertreter im Parlament an.
6 Paul Zammit trat 1998 nach einem Streit über den Kingsford Smith International Airport aus der Liberal Party of Australia aus. Er diente den Rest seiner Amtszeit als Unabhängiger.
7 Tony Smith trat 1998 aus der Liberal Party of Australia aus. Er diente den Rest seiner Amtszeit als Unabhängiger.